# 角果

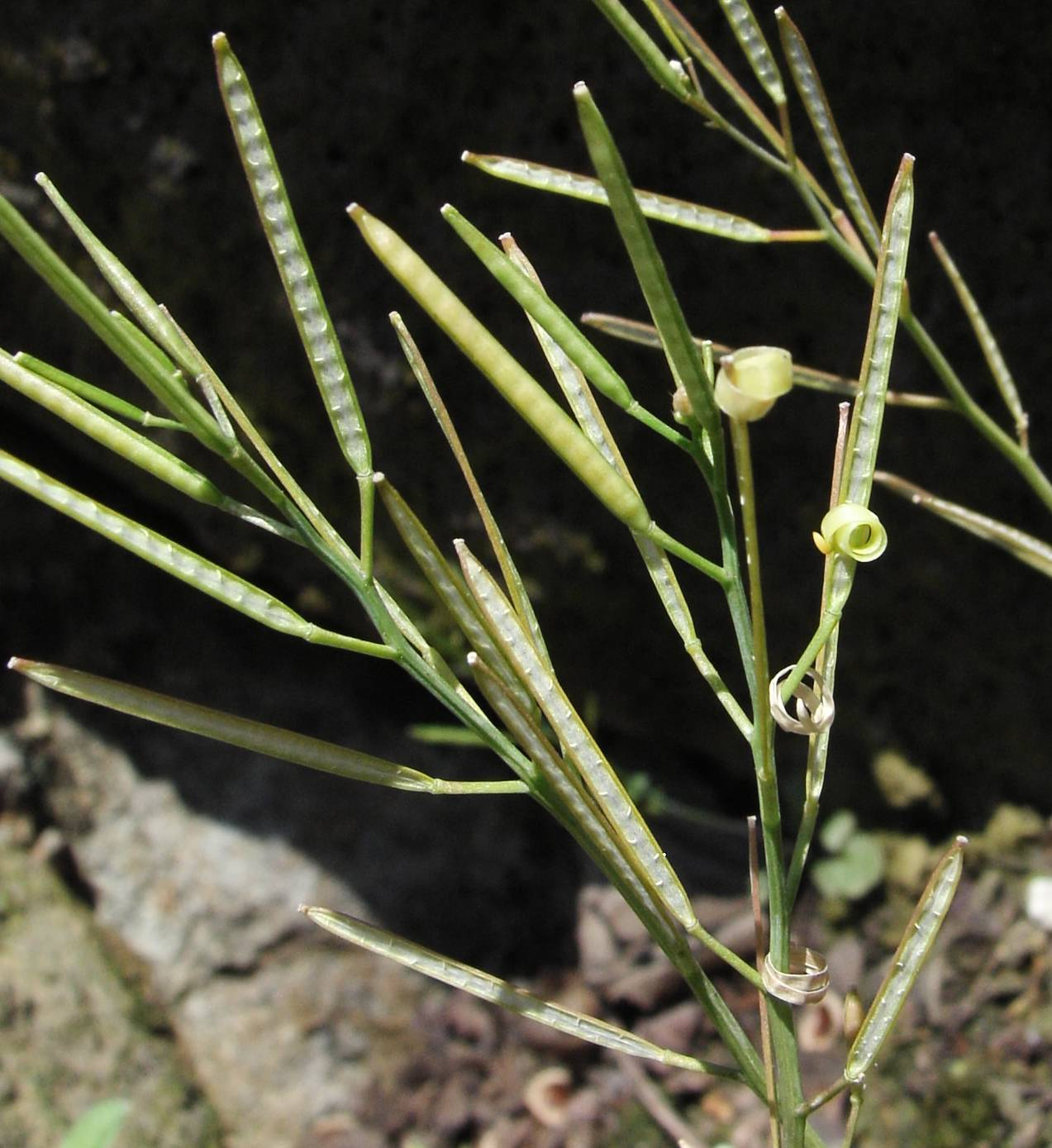
1. ジャニンジンの長角果（一部は裂開して隔膜のみが残っている）

角果（）とは、アブラナ科に見られる果実であり、2枚の心皮（雌しべを構成する葉的要素）からなり、その間の隔膜（隔壁）を残して心皮が弁のように外れることで裂開する果実のことである（図1）。角果のうち、長さが幅の2–3倍以上のものは長角果（silique, siliqua）、長さが幅の2–3倍以下で扁平なものは短角果（silicle, silicule）とよばれる。長角果に似るが裂開せず、いくつかに分節する果実は節長果（biloment）とよばれる。

## 定義
アブラナ科の果実は、2枚の心皮からなり、その間に隔膜（隔壁、胎座枠; replum）を残して、心皮が弁（valve）となって外れることで裂開する（下図2）。複数の心皮からなり裂開することから蒴果の一型であるが、このようなアブラナ科の果実は特に角果とよばれる。成熟した状態では、果皮はふつう乾燥している。
角果のうち、長さが幅の2–3倍以上のものは長角果とよばれ、アブラナやショカツサイ、オランダガラシ、シロイヌナズナ、イヌガラシ、カキネガラシ、ハタザオ、ワサビ、タネツケバナなどに見られる（上図2a, b, 下図3a, b）。一方、長さが幅の2–3倍以下のものは短角果とよばれ、ナズナやグンバイナズナ、マメグンバイナズナ、イヌナズナなどに見られる（下図3c, d）。短角果はふつう扁平であるが、2枚の心皮が接している面に平行な面に扁平な例（下図3c）と、垂直な面に扁平な例（下図3d）がある。長角果と短角果には中間的なものもあり、その区分は必ずしも明瞭ではない。
ダイコンなどの果実は角果と同じ構造をしているが、裂開せず、1種子を含む部分ごとに分節する。このような果実は、節長果（節裂果）とよばれる（上図3e）。

## 種子散布
角果はふつう裂開するため、種子が散布単位となる。
熟したタネツケバナの角果に触れると、瞬間的に果皮が2枚に分かれて丸まり、種子をはじき飛ばす（自動散布）（下図4a）。さらに飛ばされた直後の種子は表面に粘液質をまとっており、動物に付着して散布される（付着散布）。
ゴウダソウ（ルナリア）は大きく楕円形の角果を形成し、種子が付着した果皮（弁）がそこからはずれ、風に乗って散布される（上図4b, c）。
例外的に、節長果は裂開せず、種子を1個ずつ含む単位（分果）に分節する。ハマダイコンの分果は厚くコルク質の果皮が種子を包んでおり、海流にのって散布される。

## ギャラリー

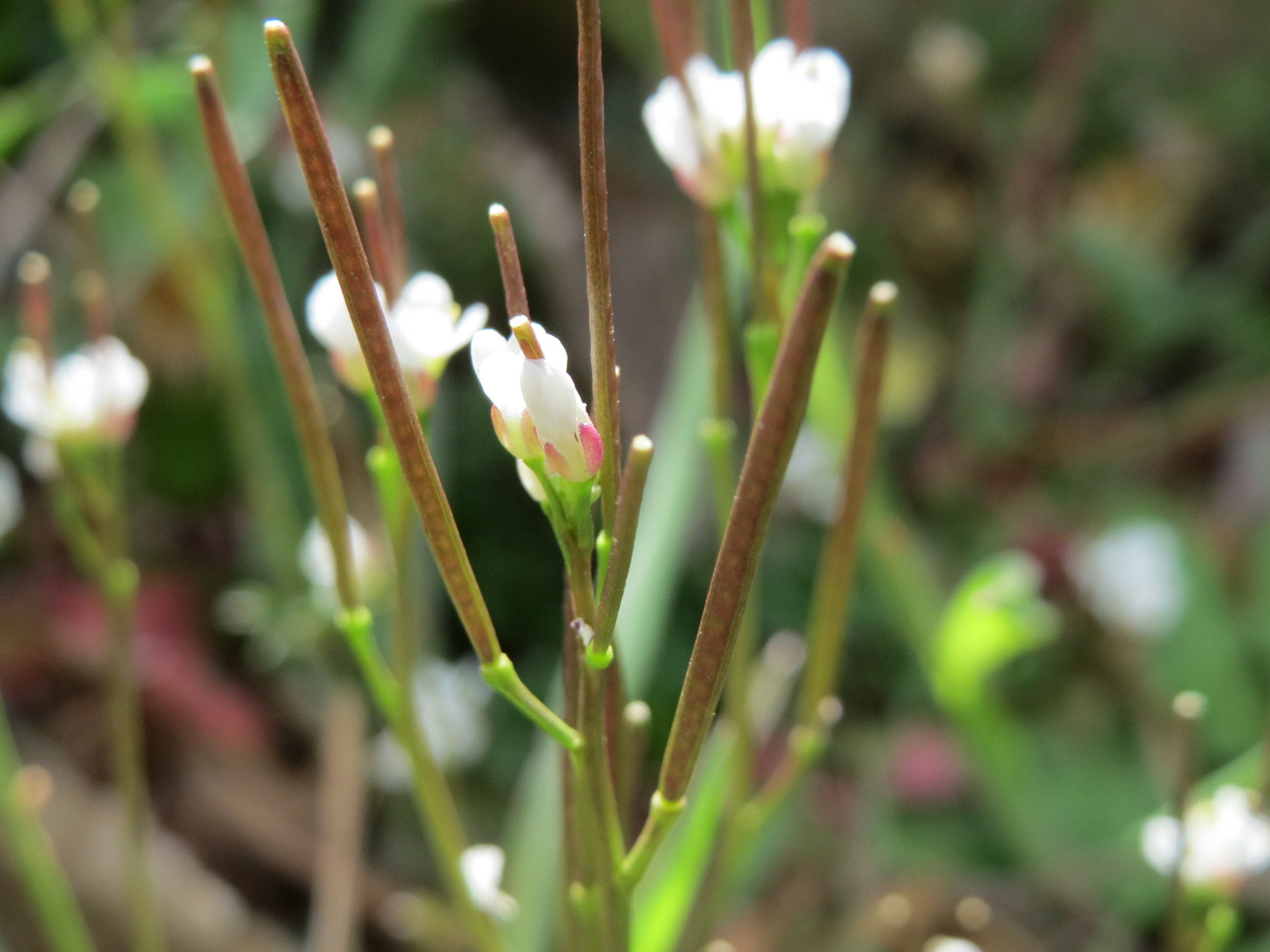
ミチタネツケバナの長角果と花
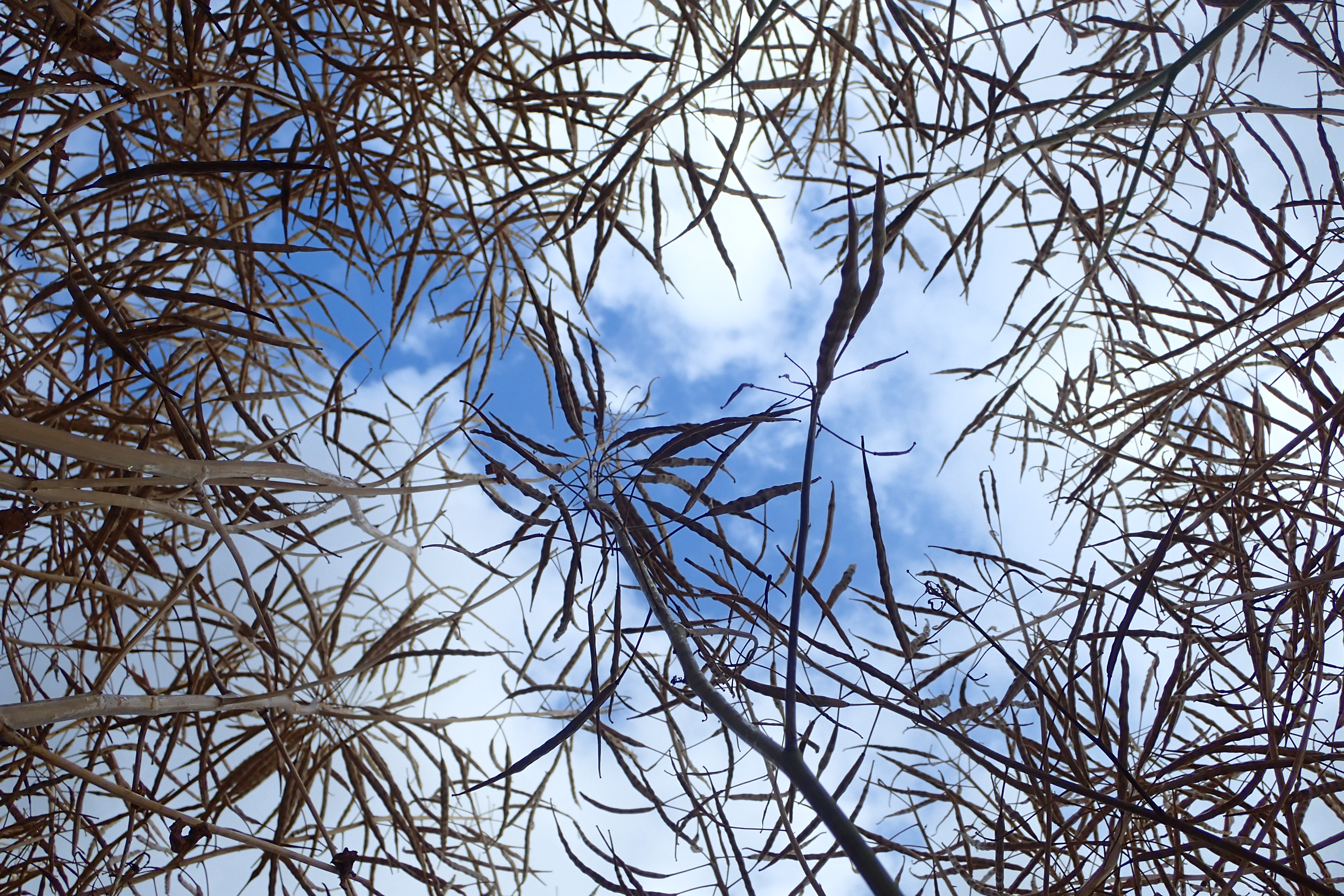
セイヨウアブラナの長角果
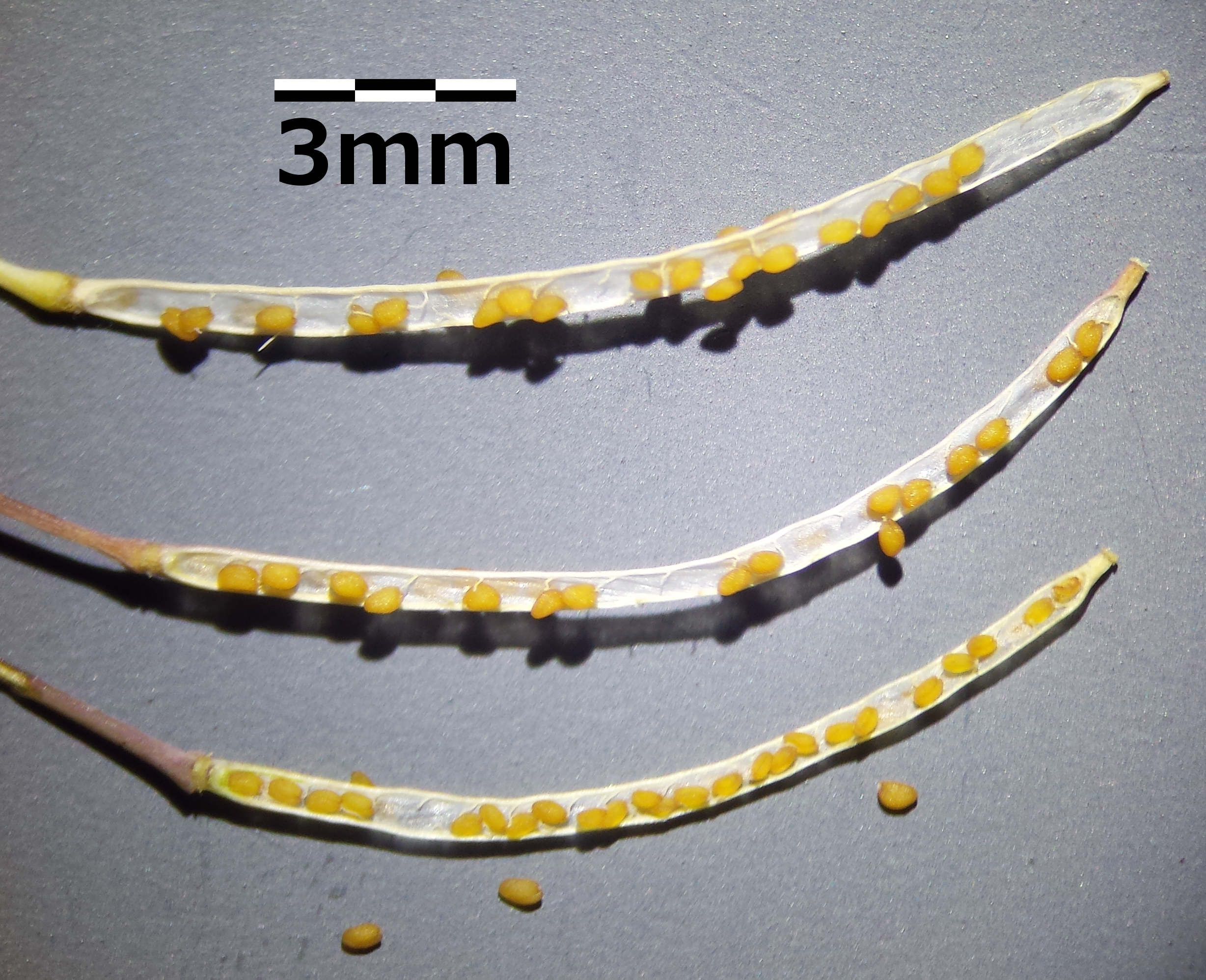
シロイヌナズナの裂開した長角果
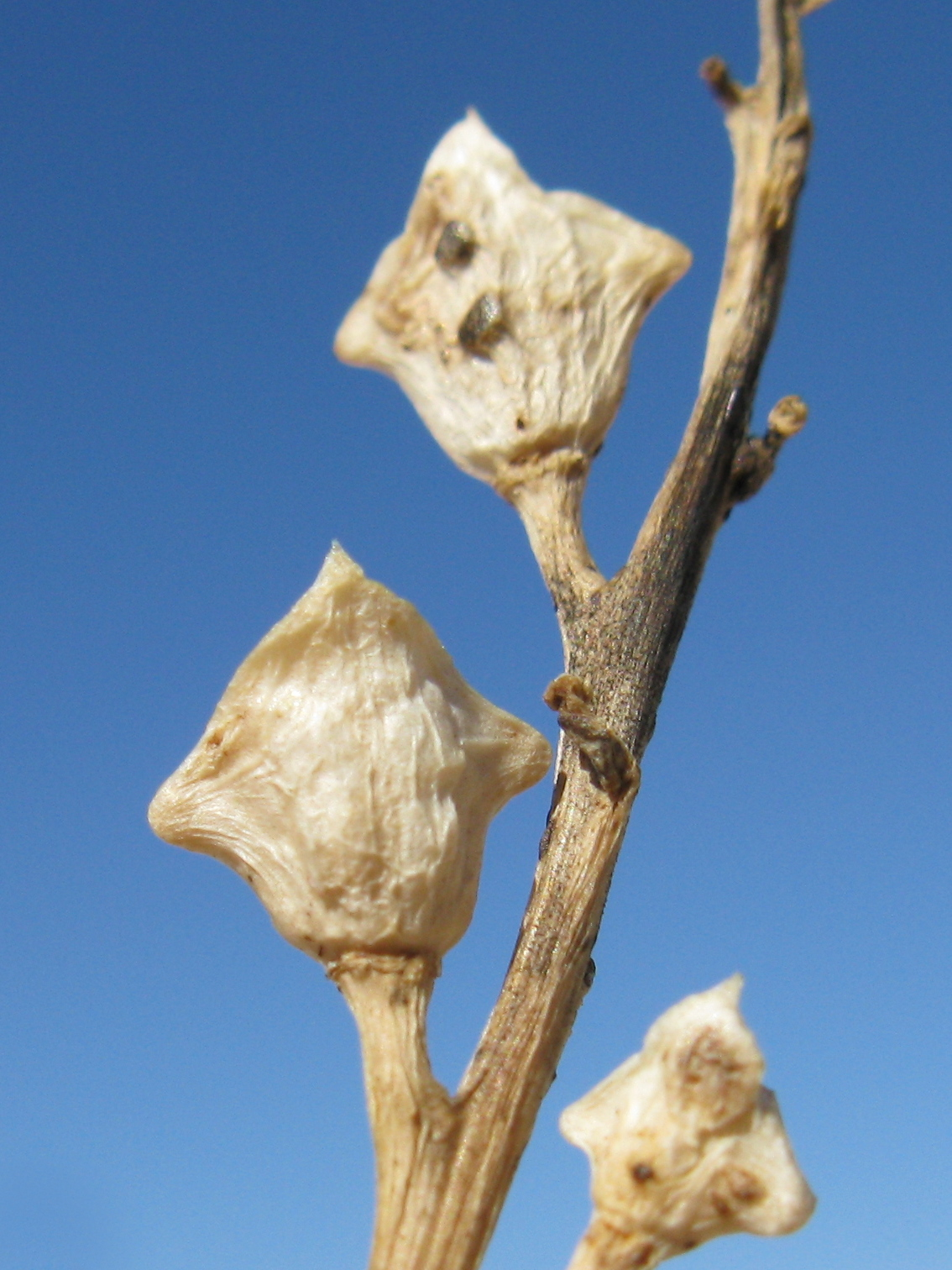
Cakile maritima の短角果
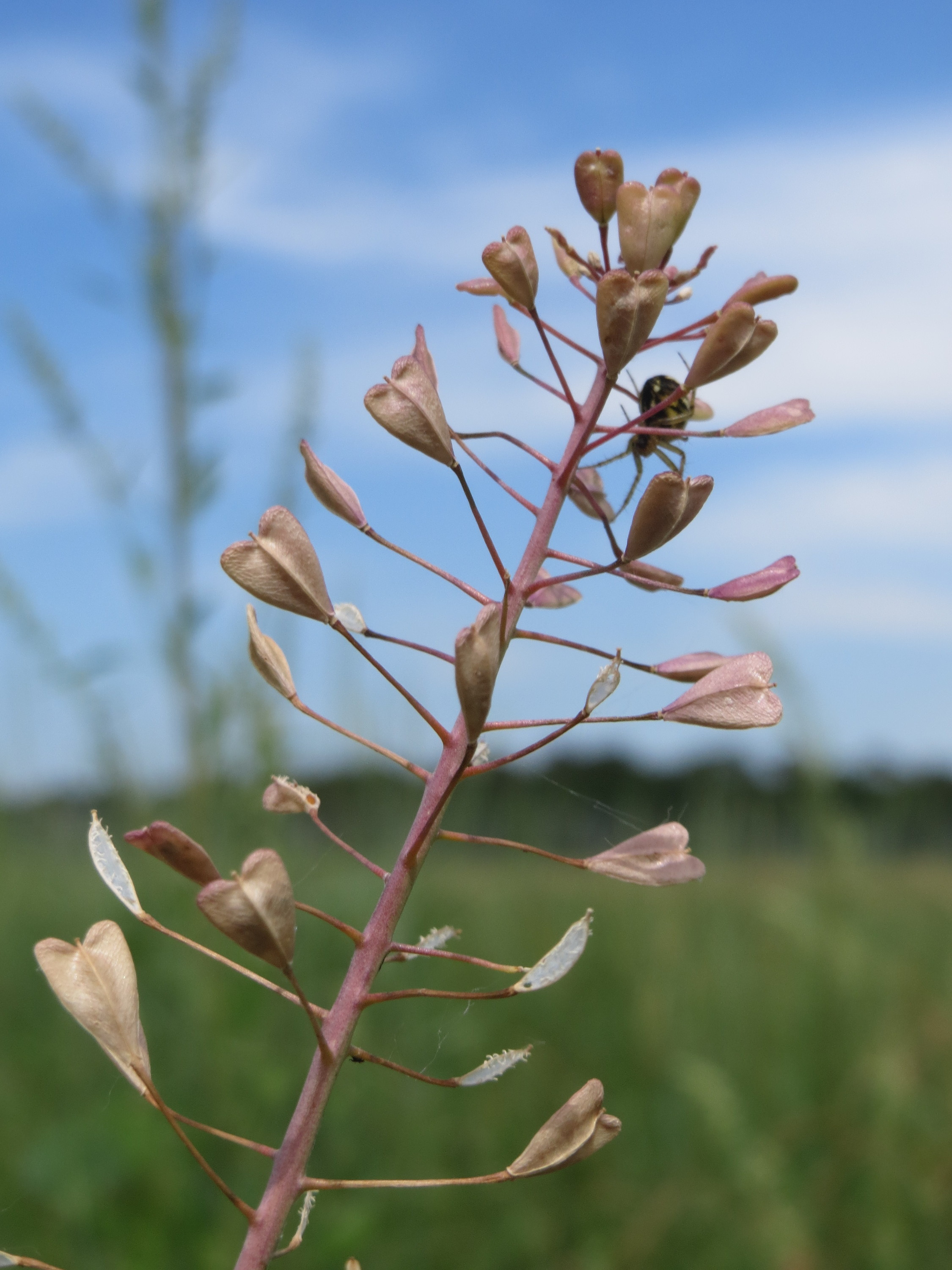
ナズナの短角果
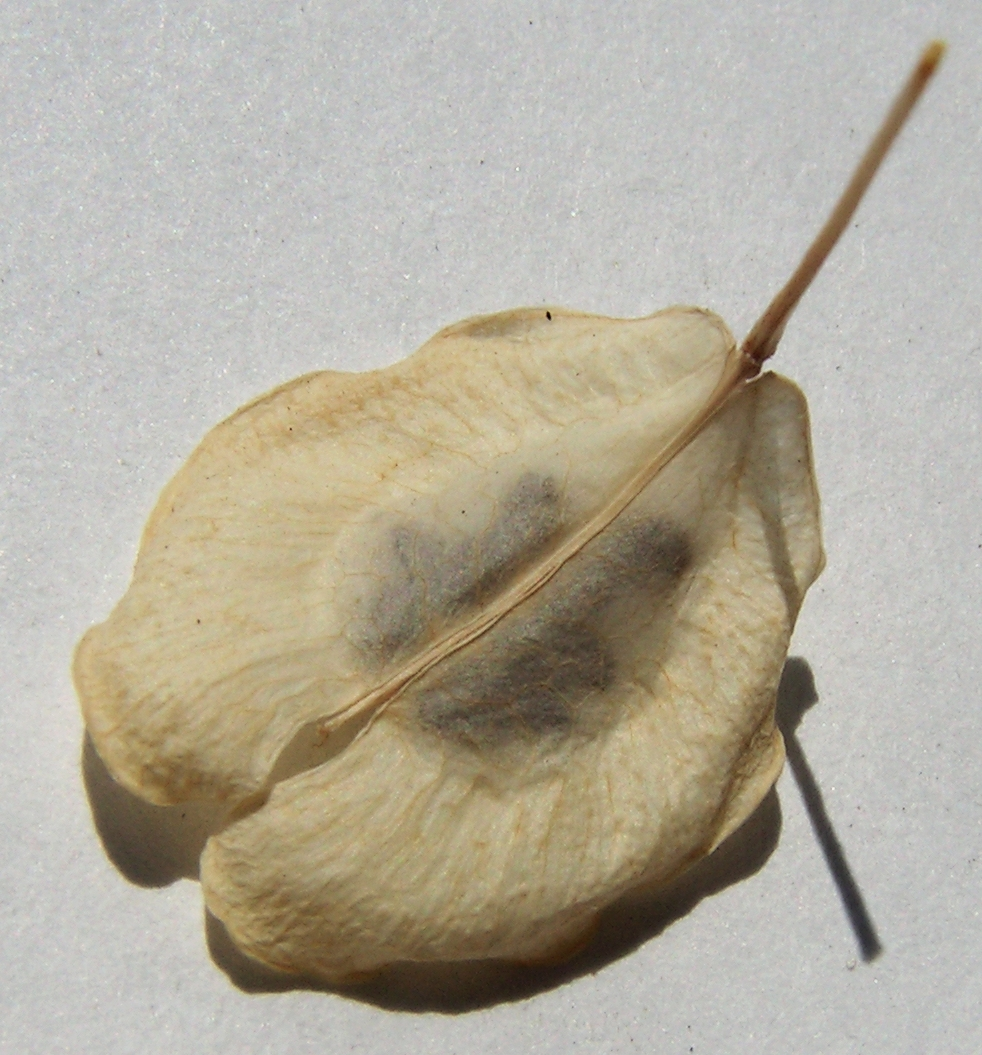
グンバイナズナの短角果